# Front de libération Temoust
Pour les articles homonymes, voir FLT.
Le Front de libération Temoust (FLT), ou Front de Libération Tamoust, était un groupe armé touareg au Niger.
Le Front de libération Temoust (Temoust signifie « identité » en langue touareg a été créé en juin 1993 en tant que scission du Front de libération de l'Aïr et de l'Azawagh (FLAA). Son chef était Mano Dayak
Le Front de libération Temoust s'est réuni en septembre 1993 avec d'autres groupes armés touaregs, dont le FLAA, au sein de la Coordination de la résistance armée.
Après la mort de Dayak en décembre 1995, Mohamed Akotey prend la tête du Front de libération Temoust.
À la suite des traités additionnels d'Alger en 1997, le Front de libération Temoust a été dissous.
Son ancien porte-parole, Aoutchiki Kriska, a été nommé à la fin de 1997 conseiller spécial du président Ibrahim Baré Maïnassara pour les affaires touarègues.